# Leptotrochila lugubris
Leptotrochila lugubris är en svampart som först beskrevs av De Not., och fick sitt nu gällande namn av Schüepp 1959. Leptotrochila lugubris ingår i släktet Leptotrochila och familjen Dermateaceae.  Arten är reproducerande i Sverige. Inga underarter finns listade i Catalogue of Life.